# Nemen
Nemen (belorusko Нёман, Njeman, litovsko Nemunas, rusko Неман, Neman) je največja vzhodnoevropska reka. Izvira v Belorusiji, teče skozi Litvo in ob litovski meji z rusko Kaliningrajsko oblastjo in se pri otoku Rusne izliva v Baltsko morje. Začne se na sotočju dveh manjših rek približno 15 km jugozahodno od mesta Uzda v centralni Belorusiji in približno 55 km jugozahodno od Minska. Nemen je največja reka v Litvi in tretja največja v Belorusiji. Dolga je 900 km in po skoraj celi dolžini plovna. 
Porečje reke Nemen je nastalo v kvartarju in leži približno ob robu zadnje ledenodobne plošče iz obdobja pred približno 24.000-27.000 leti. Globina reke se spreminja od 1 metra v zgornjem toku do 5 metrov v spodnjem. 

## Pritoki
Nemen ima veliko pritokov (od izvira proti izlivu):
- Desni: Servač, Molčadz, Ščara, Zelvjanka, Svislač, Lasosna, Czarna Hańcza, Zembrė, Peršėkė, Šešupė, Tilža
- Levi: Zahodna Berezina, Gavja, Kotra, Garadničanka, Merkys, Verknė, Strėva, Vilija, Nevėžis, Dubysa, Mituva, Jūra, Minija

## Delta
Nemen se pred izlivom razcepi v več rokavov in kanalov, ki se prepletajo s polderji in mokrišči in je zato zelo zanimiv za eko turizem. Glavni rečni rokavi so Atmata, Pakalnė, Skirvytė in Gilija. Reka igra ključno vlogo v ekološkem sistemu Kurske lagune. Je glavni dotok vode v laguno in v njej vzdržuje skoraj sladko vodo. V laguni zato živijo sladkovodne živali in tiste  v somornici. Leta 1992 je bil v delti ustanovljen regionani naravni park Delta Nemna (Nemunasa). 

## Gospodarski pomen
Nemen ima velik gospodarski pomen za ribištvo, proizvodnjo električne energije, kot vir vode, industrijo in kmetijstvo ter rekreacijo, turizem in vodni transport. Njegovo uporabnost nameravajo povečati s poglobitvijo rečnega korita dolvodno od Kaunasa.
Največja mesta ob reki so Grodno (Belorusija), Alytus in Kaunas (Litva) in Sovjetsk (Kaliningrajska oblast). V porečju Nemna živi okoli 5,4 milijona prebivalcev. Med industrijske dejavnosti v Belorusiji spadajo obdelava kovin, kemična industrija, proizvodnja celuloze, papirja in gradbenih materialov in živilska industrija. V Litvi je največji porabnik vode mesto Kaunas s približno 400.000 prebivalci. Na reki je hidroelektrarna, v mestu samem pa strojna, kemična, volnarska in papirna industrija, proizvodnja pohištva in tekstila in predelava hrane. V Kaliningrajski oblasti sta ob reki mesti Sovjetsk in Neman, kjer so veliki obrati za proizvodnjo celuloze in papirja. 
Nad Kaunasom je bil leta 1959 zgrajen jez za Kaunaško hidroelektrarno. Nad jezom je umetno jezero Kauno marios, največje v Litvi. Jezero ima površino 63,5 km2. Dolgo je 93 km, največja globina pa meri 22 m. Jezero je priljubljena destinacija litovskih jadralcev.
Avgustovski kanal, zgrajen v 19. stoletju, povezuje Nemen z reko Vislo.